# Kaesler Nutrition
Die Kaesler Nutrition GmbH ist ein im niedersächsischen Landkreis Cuxhaven ansässiger Hersteller von Zusatzstoffen wie Vitaminen und Aminosäuren, sowie Spezialprodukten wie Enzymen, natürlichen Antioxidantien, Aromen und Tränkwasseranwendungen für die Ernährung von Nutz- und Haustieren.

## Geschichte
Die 1967 von Heinz Lohmann gegründete Lohmann Tierernährung gilt als einer der Pioniere der modernen Tierhaltung in Europa. Im Jahr 2014 entstand das heutige Unternehmen Kaesler Nutrition GmbH durch den Auskauf des Lohmann Tierernährungsgeschäfts aus der Lohmann SE durch Bruno Kaesler. 2016 wurde der Name von Lohmann Animal Nutrition in Kaesler Nutrition GmbH geändert. Die Produkte des Unternehmens werden am Standort Cuxhaven hergestellt.
Seit 2016 ist in Bremerhaven eine Forschungs- und Entwicklungsabteilung ansässig. Rund 10 Prozent der Mitarbeiter sind im Bereich Forschung und Entwicklung tätig.
2019 wurde in Cuxhaven ein erstes Kaesler Forum ausgerichtet. Mit Gründung des Kaesler Research Institute folgte im Jahr 2020 der Start einer Reihe von Forschungskooperationen.

## Standorte
Die Kaesler Nutrition GmbH hat ihren Hauptsitz mit Produktionswerk in Cuxhaven. Eine Forschungs- und Entwicklungsabteilung in Bremerhaven, eine Tochtergesellschaft in Shanghai, sowie Logistikstandorte in Moskau und Bilbao.

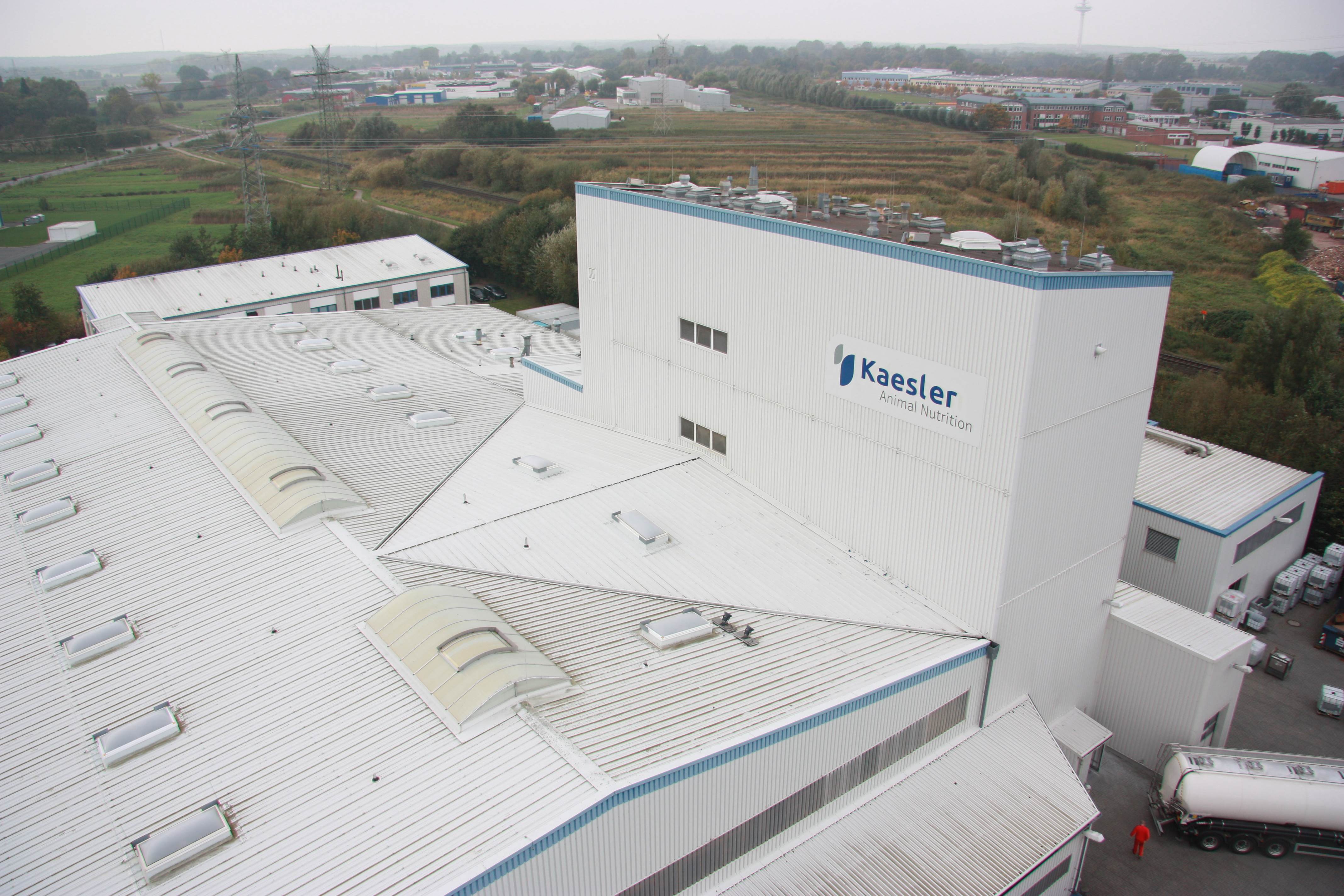
Feed-Werk Cuxhaven
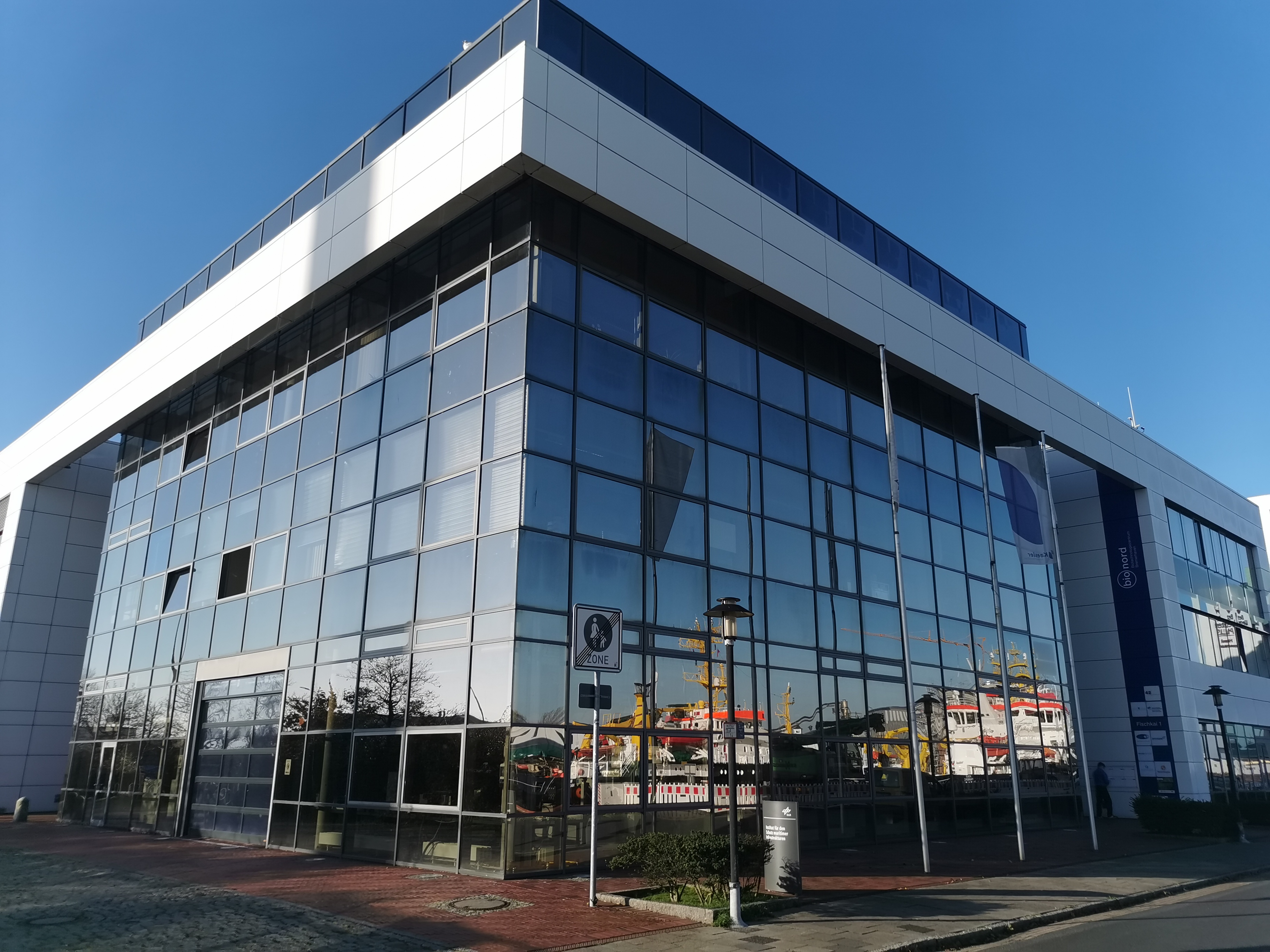
Technikum Forschung & Entwicklung Bremerhaven

## Produkte
Die Produktpalette der Kaesler Nutrition GmbH umfasst verschiedene spezialisierte Futtermittelzusatzstoffe aus den Bereichen Aromen, Aminosäuren, Antioxidantien, Botanicals, Carnitine, Carotinoide, Enzyme, Premixe, Tränkwasserzusätze und Vitaminen für den Tierernährungsbereich, aber auch Enzyme u. a. für Biogasanlagen. Die Produkte werden weltweit vertrieben und kommen insbesondere bei Schweinen, Geflügel und Wiederkäuern zum Einsatz.

## Kaesler Forum
Ein erstes Kaesler Forum wurde 2019 zu dem Themenbereich „The Power of Flavours“ ausgerichtet. Die an Führungskräfte und Tierernährer aus dem internationalen Agribusiness gerichtete Veranstaltung befasste sich mit der Kraft von Aromen und ihrer Wirkung auf Mensch und Tier. Eine zweite, in Kooperation mit dem Institut für Tierernährung der Freien Universität Berlin ausgerichtete Veranstaltung fand Ende März 2022 zum Thema Antibiotikaresistenzen statt.

## Kaesler Research Institute
Im Jahr 2016 wurde am Standort Bremerhaven eine eigenständige Forschung und Entwicklungs Abteilung aufgebaut, die sich vorrangig mit der Formulierungsentwicklung und Analytik befasste. 2018 folgte der Aufbau einer biotechnologischen Produkt- und Prozessentwicklung, seit 2019 werden hier auch Analysen und Projekte im Auftrag bearbeitet. In der im Jahr 2020 gegründeten Forschungsabteilung Kaesler Research Institute befassen sich Forscher in Kooperationsprojekten u. a. mit Produkten zum Ersatz des mineralischen Phosphats in Futtermitteln oder mit Produkten für die Aquakultur mit dem Ziel, die regionale, umweltfreundliche Wertschöpfung zu steigern.